# Winnie-Pooh et une journée de soucis

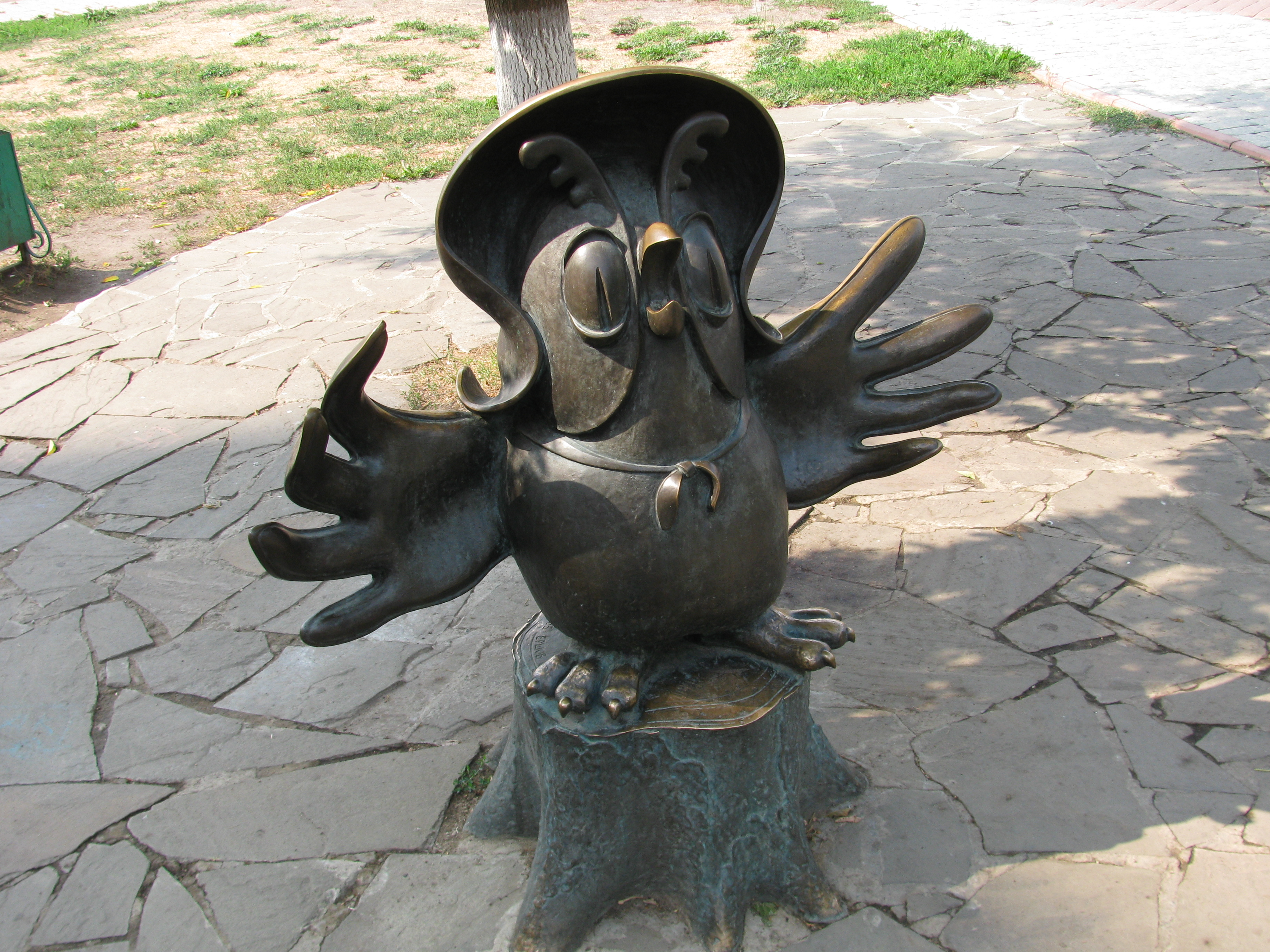
Statuette de Maître Hibou à Ramenskoïe.

Winnie-Pooh et une journée de soucis (Винни-Пух и день забот, Vinni-Poukh i den zabot) est un film d'animation soviétique réalisé par Fiodor Khitrouk et Guennadi Sokolski sorti en 1972.

## Fiche technique
- Titre : Winnie-Pooh est invité[1]
- Titre original : Винни-Пух и день забот (Vinni-Poukh i den zabot)
- Réalisation : Fiodor Khitrouk et Guennadi Sokolski
- Scénario : Boris Zakhoder, Fiodor Khitrouk
- Musique : Mieczysław Weinberg
- Pays d'origine : URSS
- Format : Couleurs - 35 mm - Mono
- Genre : conte merveilleux
- Durée : 20 minutes
- Date de sortie : 1972

## Distribution

### Voix originales
- Vladimir Ossenev (ru) : le narrateur
- Evgueni Leonov : Winnie l'ourson
- Iya Savvina : Porcinet
- Erast Garine : Bourriquet
- Zinaïda Narychkina (ru) : Maître Hibou